# 云南棱子芹
云南棱子芹（学名：Pleurospermum yunnanense）是伞形科棱子芹属的植物。其种加词“yunnanense”意为“云南的”。分布在中国大陆的云南、四川等地，生长于海拔4,000米的地区，多生长在砾石山坡上，目前尚未由人工引种栽培。

## 异名
- Hymenidium yunnanense (Franch.) Pimenov & Kljuykov
- Pleurospermum pseudoyuennanense H.Wolff
- Pleurospermum pseudoyunnanense H.Wolff